# Militair Hospitaal Antwerpen

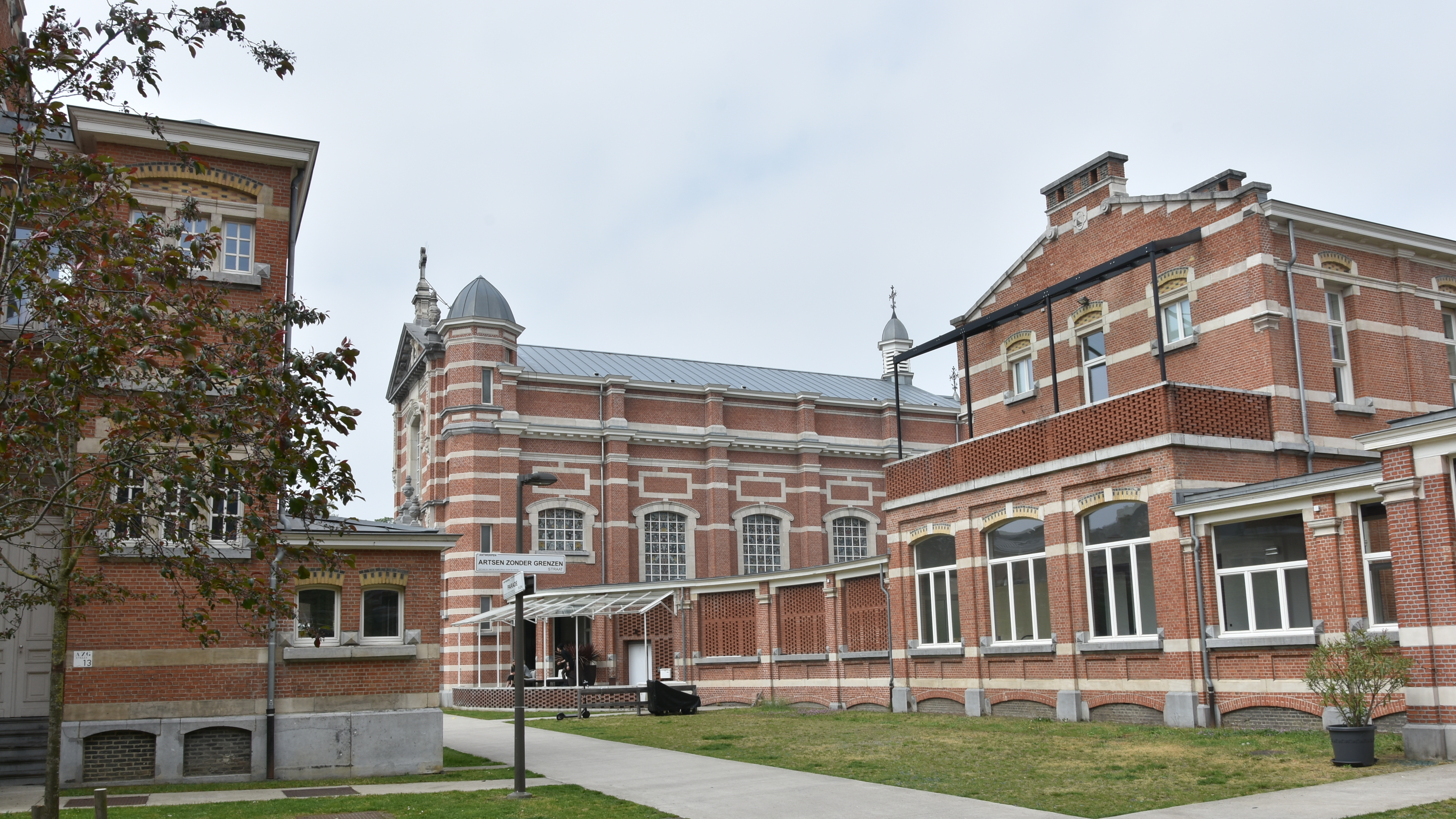
Het Voormalig Militair Hospitaal en Arsenaal

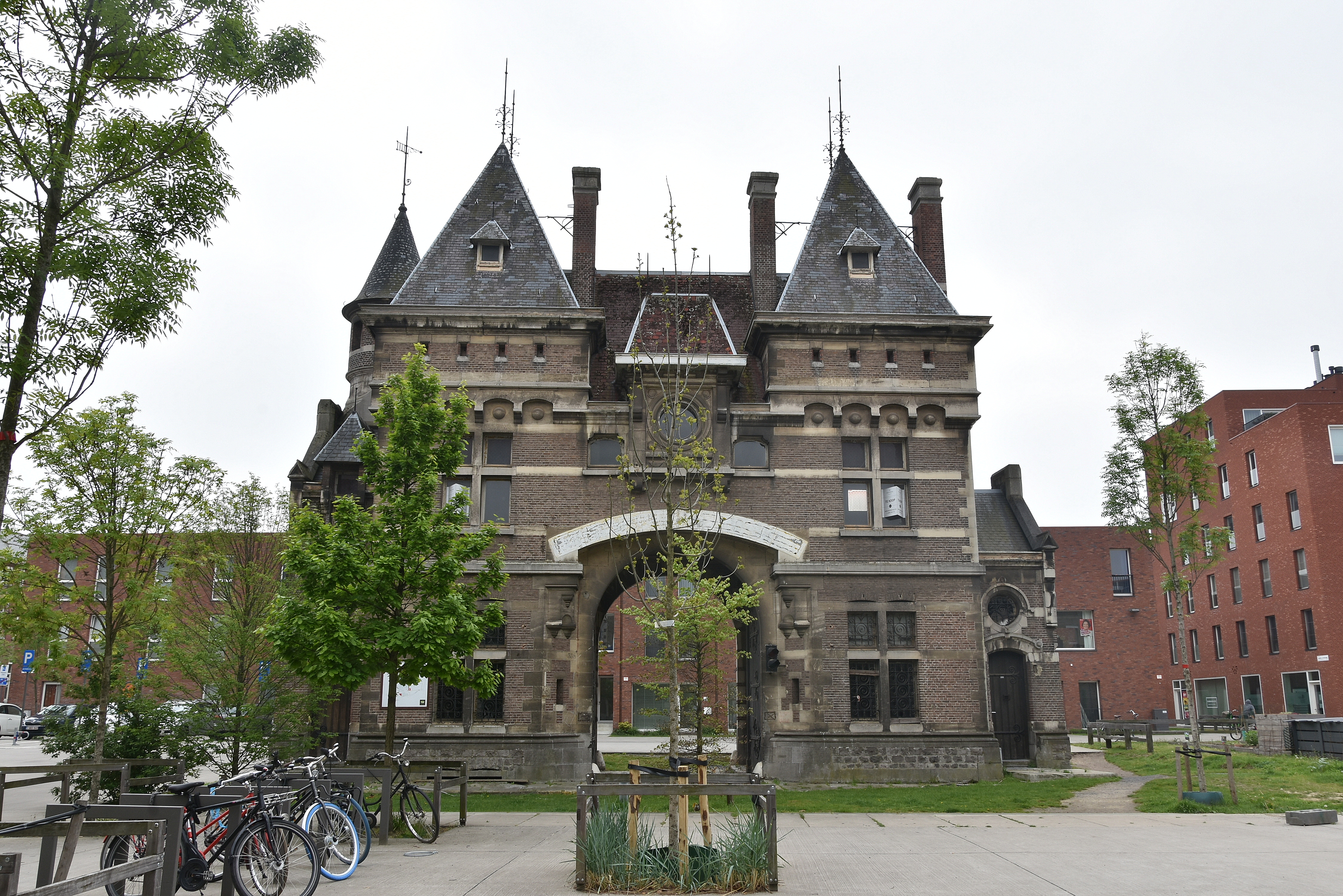
Het poortgebouw van het Arsenaal

Het Militair Hospitaal Antwerpen, officieel ''Militair Hospitaal en Arsenaal'' is een voormalig hospitaal voor Belgische militairen en een arsenaal in de wijk Haringrode te Antwerpen. In 1912 vestigden zich hospitaalzusters, augustinessen in een klooster op het terrein. Na de sluiting van het hospitaal in 1993 stond dit grote domein lange tijd leeg, tot het vanaf 2010 werd omgevormd tot wat anno 2019 gekend is als het Groen Kwartier.

## Historie
Het duurde tot het einde van de achttiende eeuw vooraleer de mentaliteit ten overstaan van zieke en gekwetste militairen veranderde. Een mengeling van meer menselijke betrokkenheid en de noodzaak voor het herstel van bekwame krijgslui was hier wellicht de oorzaak van. In 1793 kampte het hospitaal van de Antwerpse citadel met een gebrek aan opvang voor de gewonde en zieke Oostenrijkse militairen. Ook het enige gasthuis in de stad, Sint-Elisabeth, kon ver van voldoende militairen verzorgen. Daarnaast waren de kloosters van de ordes die traditioneel zieken verzorgden zoals de kapucijnen, cellenbroeders en miniemen opgeheven op het einde van de achttiende eeuw en waren hun gebouwen te klein of onaangepast om aan de nood te voldoen.

### Het Prinsenhospitaal
In 1794 stelde een Franse commissaris tijdens de Franse tijd in België vast dat de stad reeds sedert 1544 eigenaar was van een verlaten jezuïetenklooster met school in de Prinsstraat, het zogenaamde Hof van Liere. Dit zou het belangrijkste militair ziekenhuis worden en decreten in 1810 bepaalden dat het uitgerust moest worden voor de verzorging van 450 patiënten. Aan de situatie veranderde niets, ook niet na de nederlaag van Napoleon in 1815 tijdens de slag bij Waterloo en niet na de onafhankelijkheid van België in 1830. Gekwetste Franse en Belgische soldaten tijdens de belegering van de citadel kregen hier verzorging in 1832. Na de capitulatie van de Nederlanders verzorgde men circa driehonderd Nederlandse militairen die op 9 februari 1833 per schip werden gerepatrieerd. Dit hospitaal, ook ''Prinsenhospitaal'' genoemd, bleef operationeel tot in 1910.

### Het Krijgsgasthuis en het Militair Hospitaal Antwerpen
De Frans-Duitse Oorlog van 1870 met zijn grote getalsterktes verhoogde de spanning tussen burgers en militairen verder. Een efficiënt hospitaal voor militairen was enkel mogelijk als er een nieuw werd gebouwd. Lang aanslepende besprekingen, vooral om niet meer bouwgrond aan de sterk groeiende stad te onttrekken, leidden tot de plannen voor de bouw van een nieuw hospitaal, het Krijgsgasthuis, samen met een arsenaal. Daarvoor koos men het terrein van Fortje 4 (Frans: Fortin 4 - niet te verwarren met het Mortselse Fort 4) tegen de grens met Berchem, gebouwd in 1851 en gesloopt rond 1885. Het Plan de la Ville d'Anvers van 1886 opgemaakt door Aloys Scheepers plaatste het ziekenhuis tussen de Marialei, de Boomgaardstraat (grensstraat tussen Antwerpen en Berchem), de Van Luppenstraat, de Lange Leemstraat en de Provinciestraat-Zuid (de huidige Lamorinièrestraat). De duur van de besprekingen hadden er voor gezorgd dat er intussen verschillende burgerhuizen langs de Van Luppenstraat en de Provinciestraat-Zuid waren gebouwd en men de geplande uitbreiding met vier hectare moest schrappen. Het ontwerp voor het arsenaal dateert uit 1898, en dat voor het Militair Hospitaal uit 1899. Ze zijn ondertekend door luitenant-kolonel Waffelaert, een commandant van de genietroepen. Langs de Marialei voorzag men twee toegangspoorten (langs de huidige Albert Claudestraat), en een derde toegang vanuit de Lange Leemstraat (aan het huidige Wachthuisplein) langs het poortgebouw van het arsenaal.

#### Architectuur
De brand van het Hôtel-Dieu op het Ile de la Cité in Parijs zorgde ervoor dat men nieuwe architectonische en medische eisen stelde aan de bouw van een nieuw hospitaal. De Parijse ziekenhuiscommissie sprak zich zeer duidelijk uit voor het bouwen van paviljoenen als enig model voor een efficiënt functionerend genezingsinstituut. Men kon zo een optimale isolatie combineren met een even optimale luchtverversing. Dit moest een absolute garantie bieden tegen besmettingen. Men spiegelde zich aan het nog bestaande Hôpital civil et militair de Montpellier, een ontwerp van de Franse architect Casimir Tollet, dat als klassieke voorbeeld gold. Paviljoenen met patiëntenzalen op de bovenste verdieping werden op het terrein gerangschikt. Veranda's werden aan beide zijden aangebouwd. Een geventileerde gang scheidde de patiëntentoiletten van de ziekenzalen. De zalen herbergden twee groepen van 28 patiënten. Ventilatiecontrole bekwam men door vensters en deuren af te dichten en verse lucht werd aangevoerd via een ingenieuze toepassing van het klassieke hypocaustum, geplaatst onder de gelijkvloerse verdieping. Men volgde een aantal richtlijnen die Tollet had vooropgesteld bij de bouw van het Krijgsgasthuis maar niet alles werd klakkeloos gekopieerd. De hiërarchische organisatie van de genie verborg de naam van de architect. Het was de directeur van de Fortificatiedirectie die de plannen voor nieuwe constructies moest (of liet) opstellen.

#### Inplanting van de gebouwen
Het hospitaal was afgebouwd in 1910 en werd op 31 juli 1911 in gebruik genomen. Later werd het omgedoopt tot Militair Hospitaal Antwerpen of MHA. Ook de militaire hoofdapotheek kreeg een plaats in het gebouw langs de huidige Marialei. Men maakte hier medicijnen voor het hele Belgische leger. Aansluitend bouwde men vier herenhuizen (Albert Claudestraat nr. 8 voor de hoofdapotheker) en de huizen op nrs. 6, 4 en 2 voor ongehuwde onderofficieren. De vroegere Marialei volgde het traject van de huidige Albert Claudestraat die de apotheek van het hoofdgebouw scheidt.
Het Noord-Zuidgebouw dat evenwijdig ligt aan de huidige Artsen zonder Grenzenstraat had aan de noordzijde een wasserij met strijkplaats, een ontsmettingsplaats, en een naaiatelier (afgebroken wegens bodemvervuiling en vervangen door nieuwbouw) en verder naar het zuiden een badinrichting voor hydrotherapie met stortbaden, de keuken en eetzalen en aan de zuidzijde een kazerne (huidige huisnrs. 2 tot 10). De centrale kapel achter het hoofdgebouw had een kelder waarin steenkool voor de stookplaats werd opgeslagen. De stookplaats lag samen met de machinekamer in een nog bestaand gebouw ten noorden achter de kapel. In dat gebouw waren twee stoomgeneratoren aanwezig die stoom ter verwarming door buizen en de onderaardse gangen bliezen. Voor de aanvoer van steenkool was de kelderruimte van de kapel via een ondergrondse gang met kolenspoor met de stookplaats verbonden. Elf paviljoenen zorgden voor de opvang van de zieken en gekwetsten. In het grote paviljoen 6 (afgebroken), helemaal aan de westzijde, verzorgde men de patiënten met besmettelijke ziekten. Twee andere paviljoenen vlak bij paviljoen 6 en het kruisvormige paviljoen waarin de röntgenapparatuur was ondergebracht vielen ook onder de slopershamer aan het begin van de 21e eeuw.

#### De Augustinessen
Het klooster aan de Marialei, met Augustinessen, afkomstig uit het Hôtel-Dieu in Parijs en reeds in 1835 aanwezig in Antwerpen was een L-vormig, eclectisch opgevat gebouwencomplex. Het was gebouwd rond een binnenkoer met Lourdesgrot, met een voorhuis, een kloosterkapel en een kloostervleugel die in verbinding stond met de hoofdgang (de huidige Jules Bordetstraat) van het gangensysteem. De kloosterkapel van de hospitaalzusters is uitgevoerd in sobere classicistische stijl, geïnspireerd op de gesloopte kapel van het vroegere augustinessenklooster van het zogenaamde Prinsenhospitaal aan de Prinsstraat.

### Het Militair Hospitaal van 1911 tot 1993
De Duitsers bezetten het MHA tijdens de Eerste Wereldoorlog en vanaf 1919 bouwde kolonel-geneesheer Moenaert het om tot modelinrichting. In 1927 volgde uitbreiding met een dienst neuropsychiatrie. Opnieuw bezet tijdens de Tweede Wereldoorlog, werd het in 1946 opnieuw ingericht onder leiding van kolonel-geneesheer Van der Meiren, die het hospitaal verfraaide. Einde van de jaren 1960 werd de hoofdapotheek overgebracht naar Nijvel en in dezelfde periode voegde kolonel-geneesheer Pierre Van Praet drie nieuwe afdelingen toe. Het MHA kreeg vier opdrachten: hospitalisatie (een capaciteit van maximaal 120 bedden, die in geval van rampen tot 400 patiënten kon worden opgevoerd), consultatie, beheer en garnizoensdienst. De overplaatsing van de afdeling neuropsychiatrie in de jaren 1980 naar Neder-over-Heembeek luidde de sluiting in die op 30 juni 1993 definitief de deuren sloot. Het arsenaal met zijn poortgebouw en zijn intussen verdwenen opslagplaatsen (afgebroken in 2006, anno 2019 vervangen door kleine tuintjes en groenperken) die er al waren vanaf 1907, het zogenaamd Logistiek Centrum 2 (Arsenaal Noord), bleven tot 1995 bestaan.
De site werd gebruikt als achtergrond van de film De zaak Alzheimer uit 2003.

## Het Groen Kwartier
De nieuwe naam van deze wijk verwijst naar de vroegere militaire functie van het domein en het groene karakter door de aanplanting van bomen en grasperken. Onder meer het Noord-Zuidgebouw kreeg voor een gedeelte een extra verdieping. De centrale kapel werd de locatie voor een restaurant met faam: The Jane. Verder zijn er drie appartementsblokken, nieuwbouwhuizen, gerenoveerde herenhuizen (vroegere Militair Hospitaal officiershuizen), gerenoveerde loftgebouwen (vroegere militaire hospitaalpaviljoenen) en een aantal bedrijven.
In mei 2018 won het Groen Kwartier de Real Estate Society Award voor beste residentiële ontwikkeling.

## Galerij

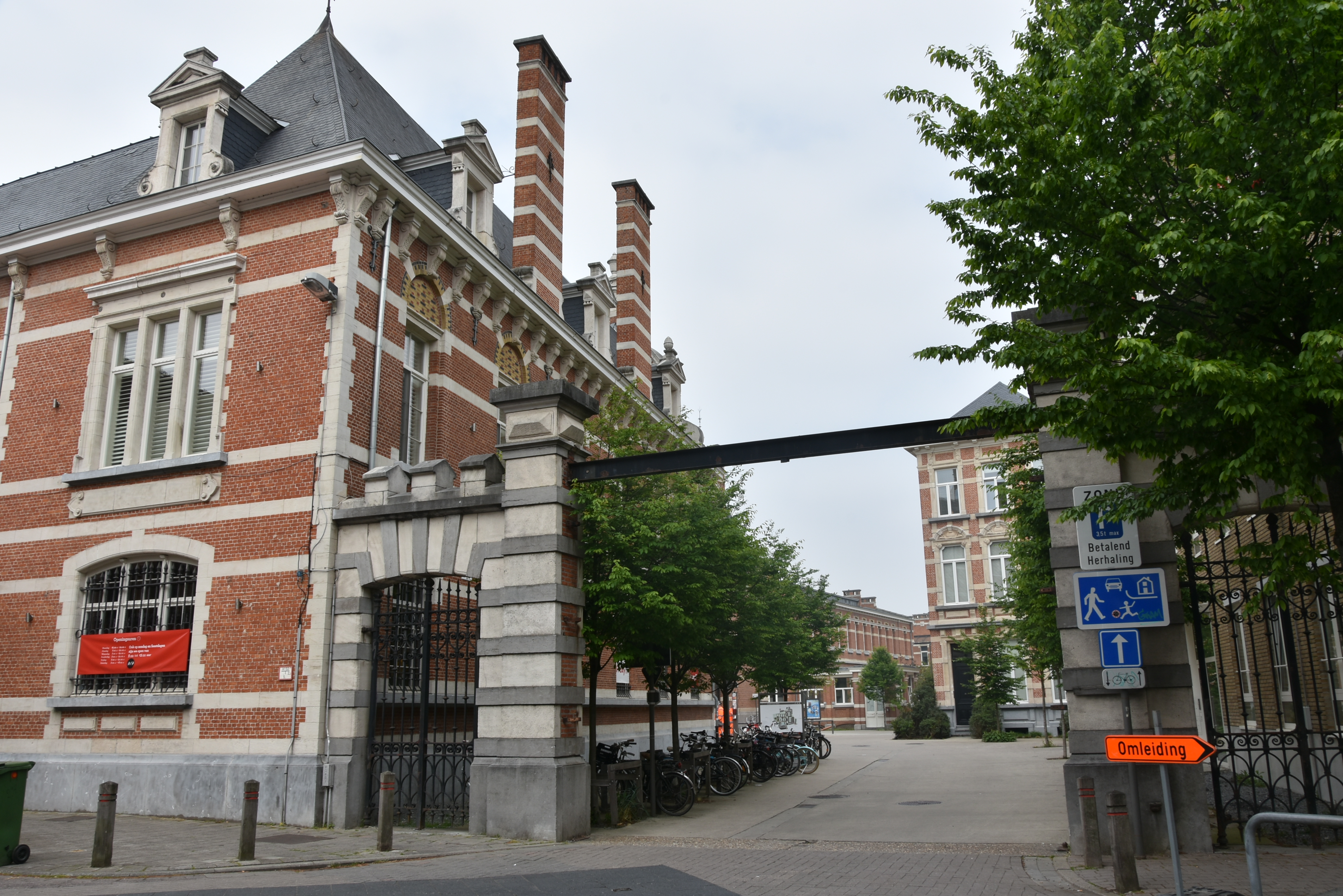
Ingang aan de zuidzijde langs de Boomgaardstraat
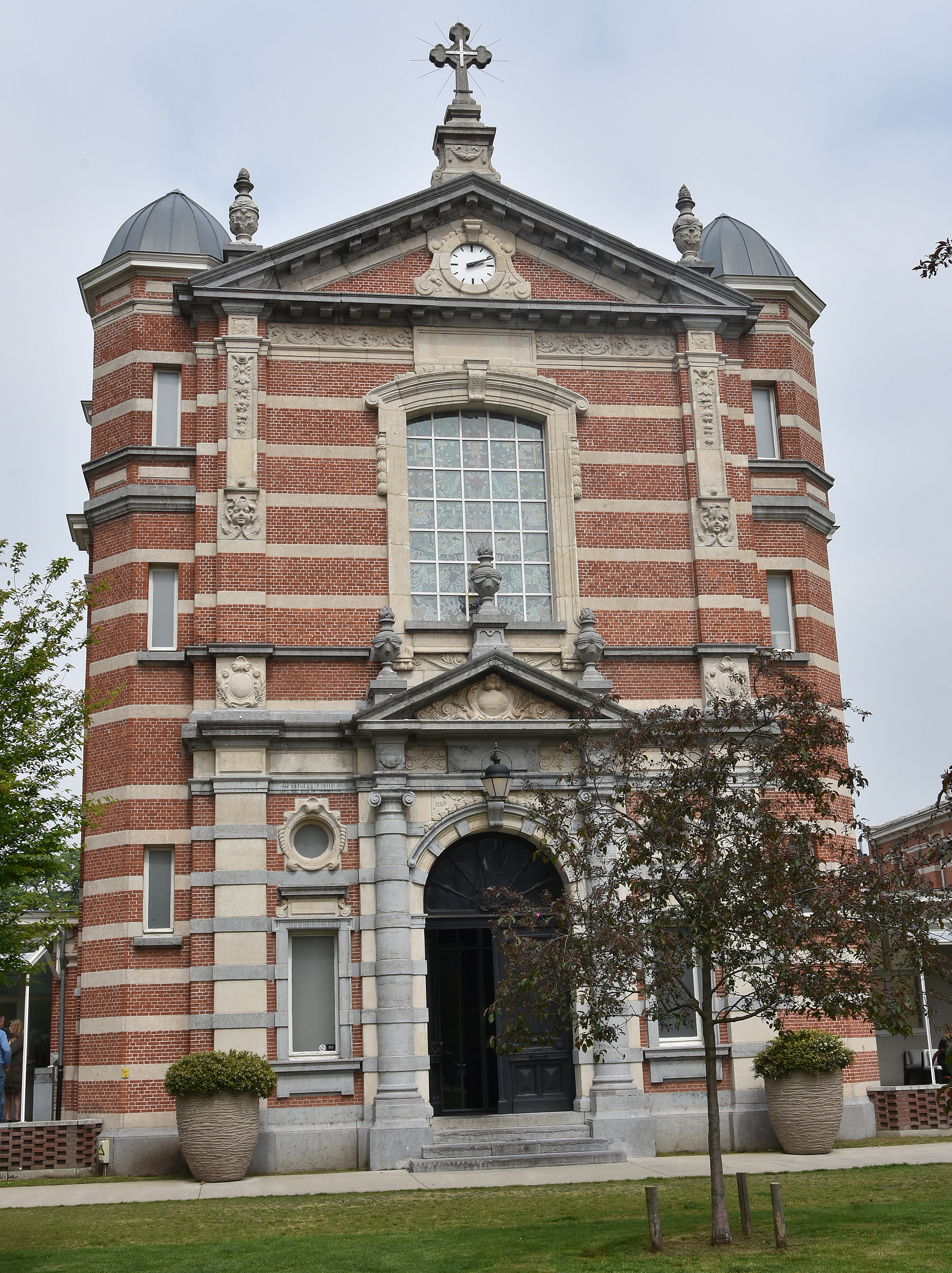
De centrale kapel, anno 2019 een restaurant
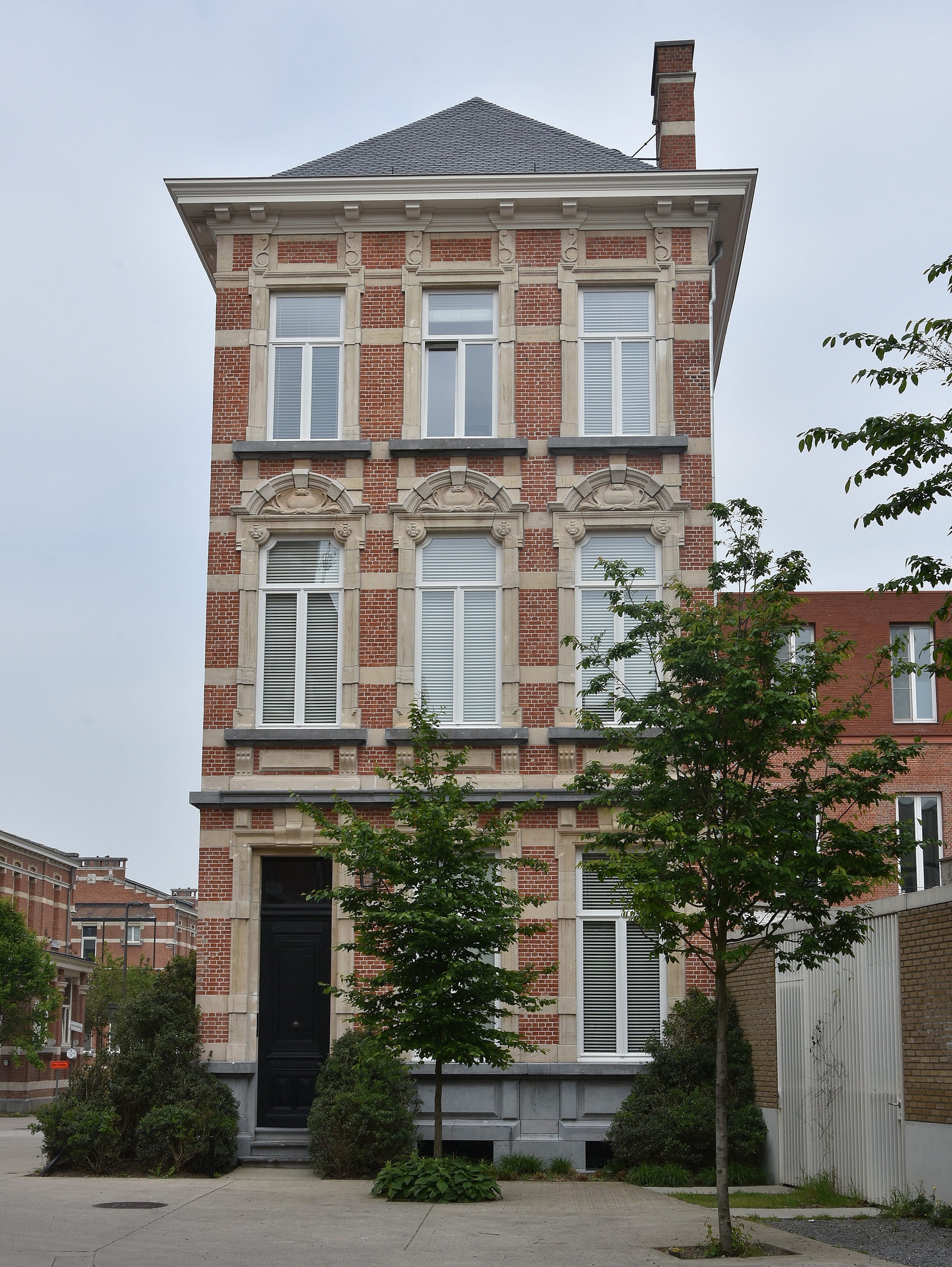
De woning van de hoofdgeneesheer
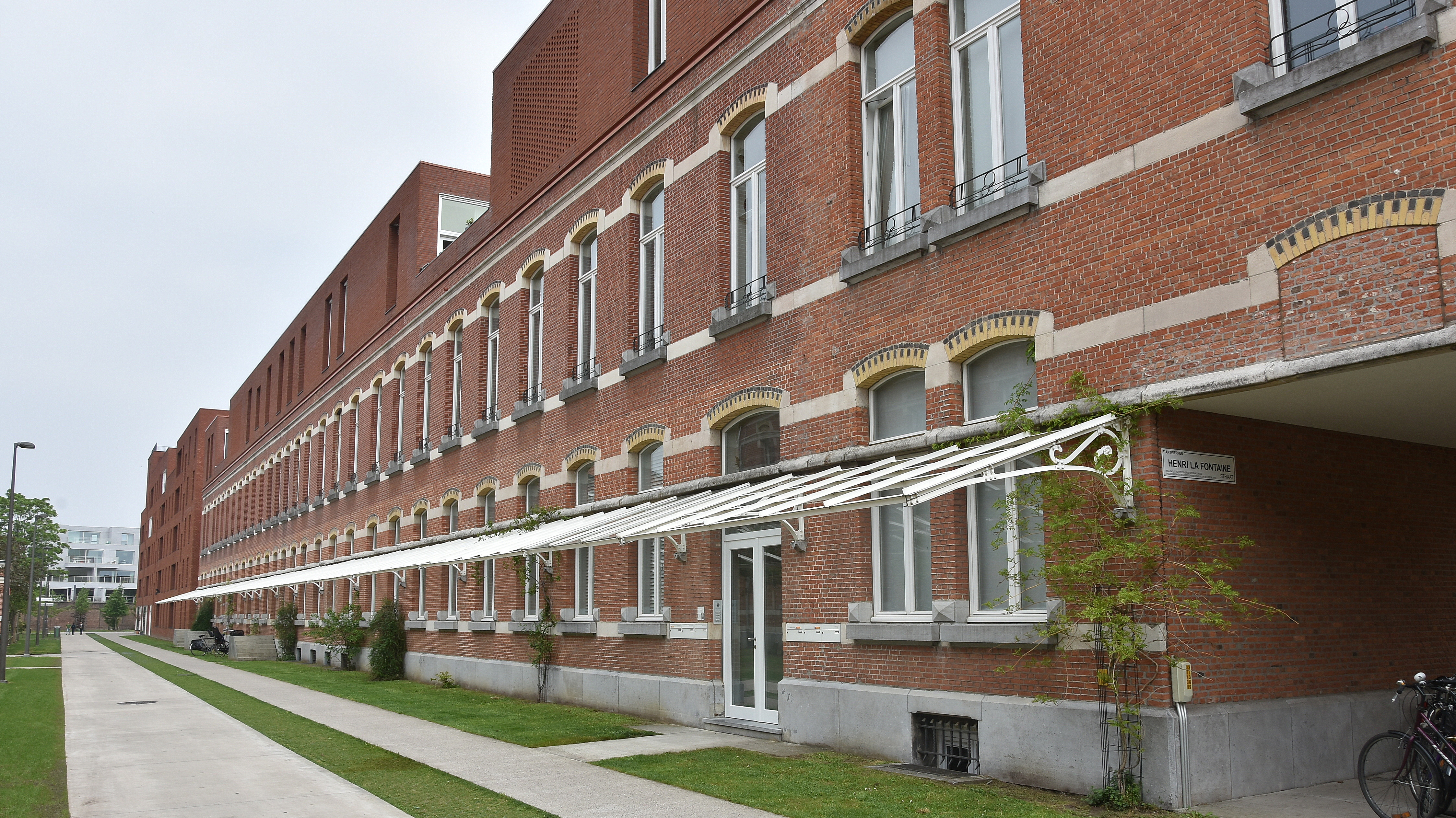
Het Noord-Zuidgebouw (een vroegere kazerne) vanaf het zuiden
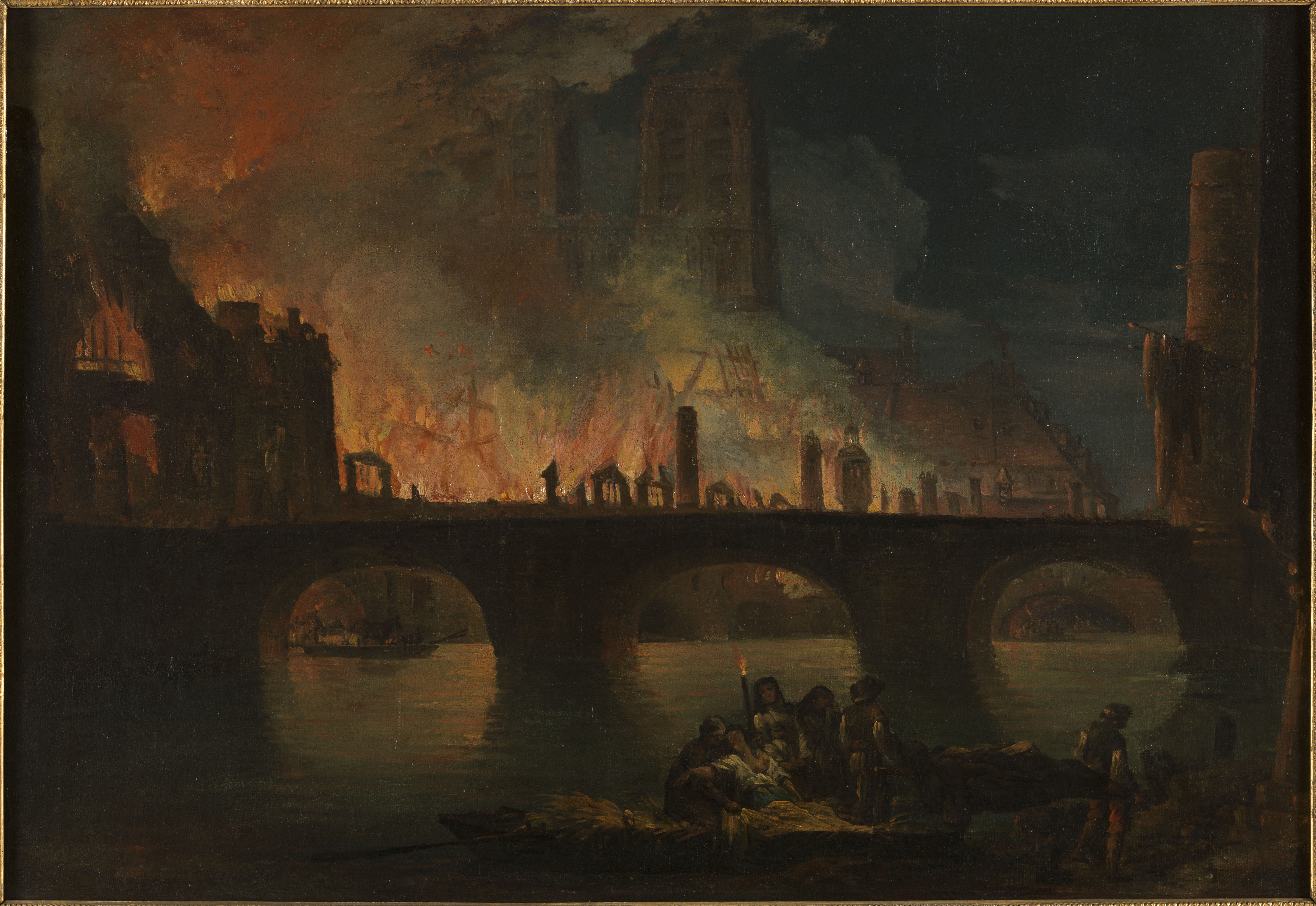
De brand van het Hôtel-Dieu in Parijs in 1772
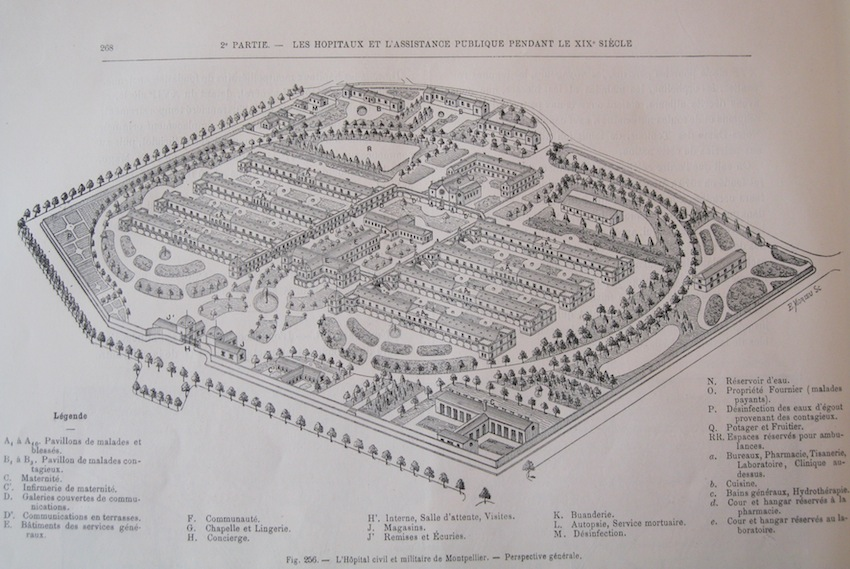
Het grondplan van het hospitaal te Montpellier, ontworpen door Casimir Tollet